# Reussia baculina
Reussia baculina är en mossdjursart som först beskrevs av Ferdinand Canu och Ray Smith Bassler 1929.  Reussia baculina ingår i släktet Reussia och familjen Bryocryptellidae. Inga underarter finns listade i Catalogue of Life.